# Дзержинский, Владислав Эдмундович
Владислав Эдмундович Дзержинский (пол. Władysław Dzierżyński; 1 марта 1881, имение Оземблово, Ошмянский уезд, Виленская губерния (теперь Дзержиново в 15 км от городского посёлка Ивенец Воложинского района Минской области) — 20 марта 1942, Згеж, Польша) — врач-невролог и психиатр, профессор Екатеринославского университета, доктор медицинских наук, автор первого польского академического учебника по неврологии, полковник медицинской службы Войска Польского, брат Феликса Эдмундовича Дзержинского.

## Биография

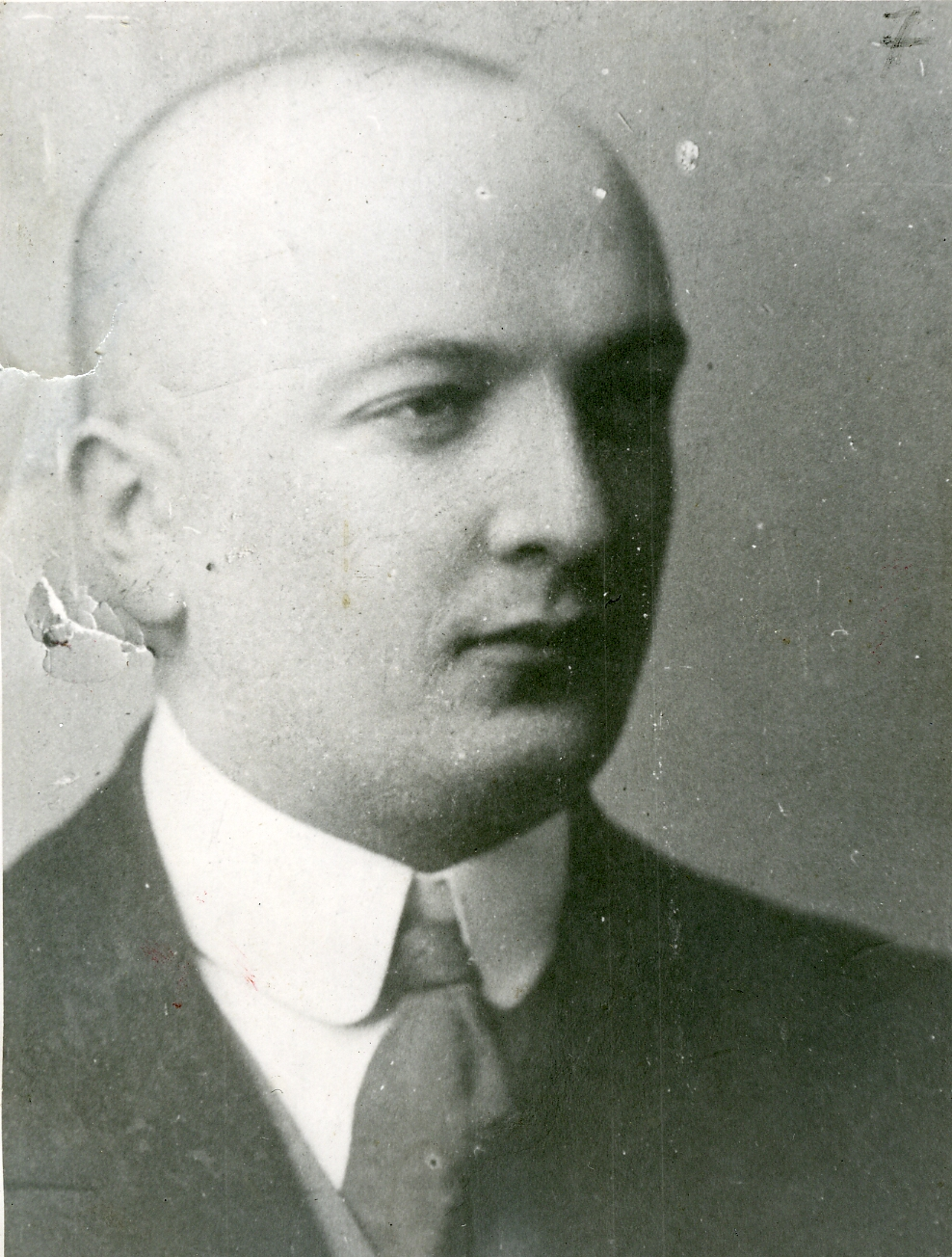

Сын мелкопоместного дворянина, владельца хутора Дзержиново, учителя гимназии Эдмунда Иосифовича Дзержинского. Был восьмым ребёнком в семье.
В 1892 году поступил в гимназии в Вильно, затем продолжил учёбу в I гимназии в Санкт-Петербурге, которую окончил в 1900 году. В том же году поступил на медицинский факультет Московского университета. В 1905 году получив диплом, стал работать в психиатрической лечебнице. С 1908 года — ординатор в Московской неврологической клинике у профессора В. К. Рота.
В 1911 году защитил докторскую диссертацию по теме «Над-, фило- и гистогенез надпочечников». В 1913 году возглавил земскую больницу Харьковской губернии. В 1915 году В. Э. Дзержинский — доцент кафедры неврологии и психиатрии Харьковского университета.
Был в числе организаторов университета в Екатеринославе (ныне Днепр). В 1919 году получил звание профессора.
Октябрьскую революцию в России он не принял и осуждал действия большевиков, в том числе — старшего брата, Феликса.
В 1920 году В. Э. Дзержинский был избран деканом медицинского факультета, а в 1921 году он стал проректором Екатеринославского университета.
В 1922 году выехал на жительство в Польшу. Был зачислен в резерв медицинской службы Войска Польского. 3 мая того же года призван на действительную воинскую службу. Проходил службу в военном госпитале № X в Перемышле. В 1924 году после окончания срока действительной избрал карьеру военного медика и остался в армии. 1 января 1931 года ему был присвоен чин полковника корпуса санитарных офицеров.
С 1930 года В. Э. Дзержинский — старший ординатор отдела неврологии окружного госпиталя в военном госпитале № IV в Лодзи. 30 июня 1934 года вышел в запас. После завершения военной службы продолжал свою медицинскую практику в качестве ординатора неврологического отделения больницы социального страхования Лодзи.
Награждён Золотым Крестом Заслуги.
20 марта 1942 года В. Э. Дзержинский был схвачен немецкими оккупационными властями и расстрелян в ходе публичной казни 100 поляков в г. Згеж. Тела жертв расстрела были похоронены в лесу у деревни Люцмеж-Лас, рядом с дорогой Згеж — Озоркув.
Сегодня в память о месте захоронения поставлен небольшой обелиск у дороги.
Был женат на Софье Новицкой-Дзержинской, которая умерла в 1943 году в Алма-Ате. Их дочь Софья Ковалевская умерла в Москве в 1984 году.
Автор ряда научных работ.

## Научные работы
В. Э. Дзержинским описан синдром, известный в литературе как «синдром Дзержинского» (dystrophia periostalis hyperplastica familiaris).
Автор первого польского академического учебника по неврологии, который был выпущен в 1925 году под названием «Справочник по неврологическим заболеваниям. Часть I: Общая неврология».

## Избранные труды

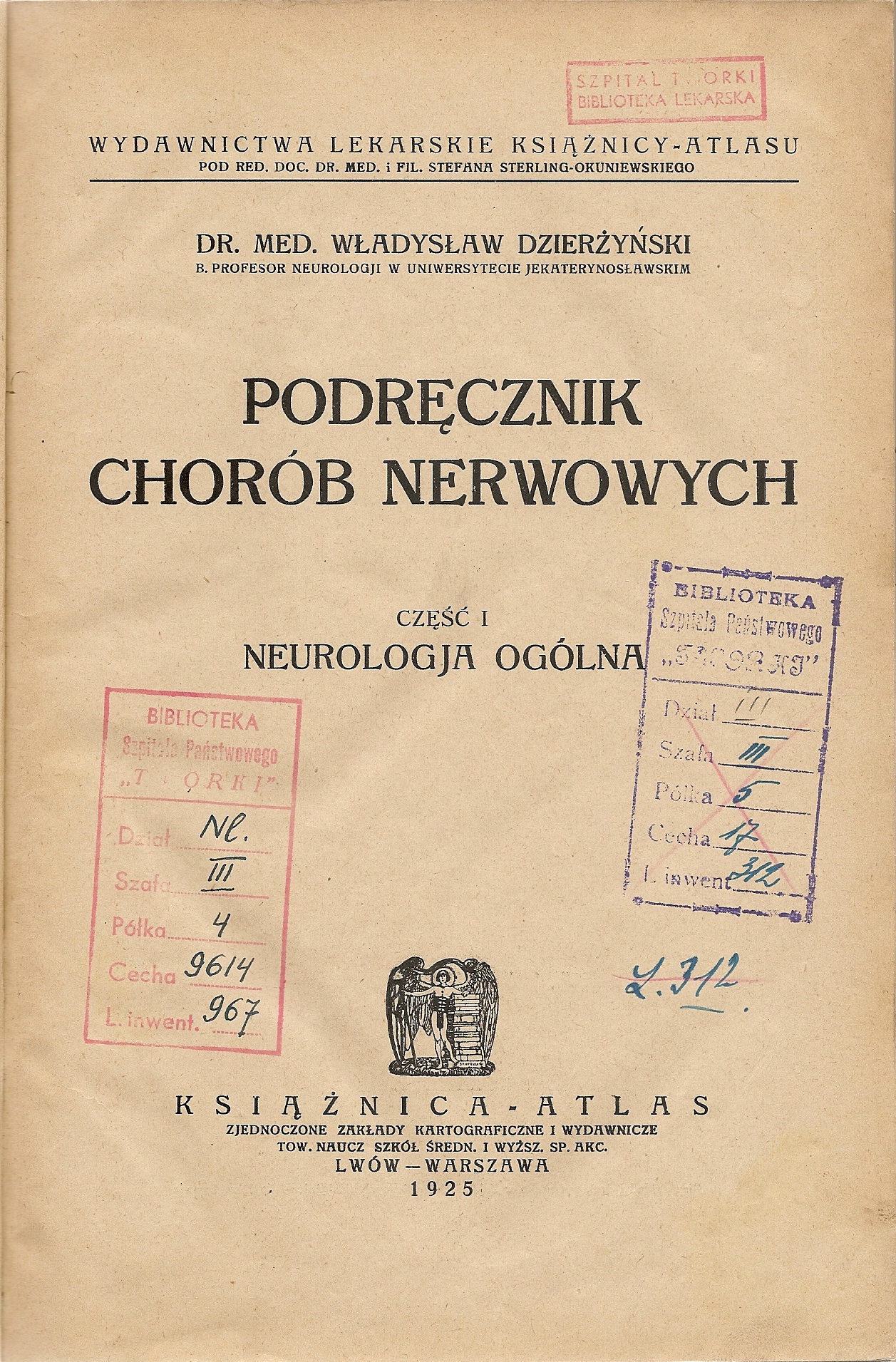
Титульная страница учебника по неврологии В. Э. Дзержинскогo

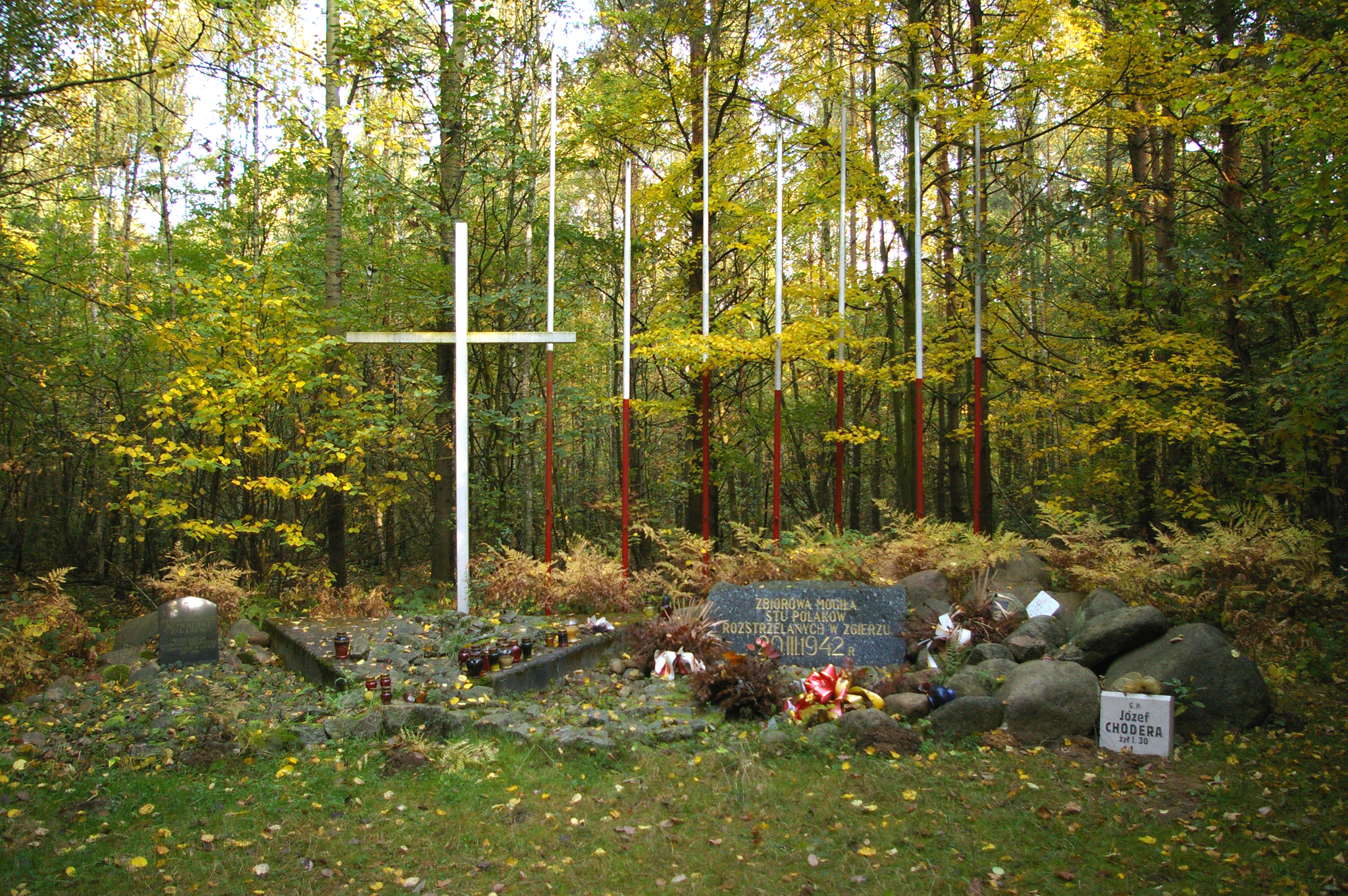
Братская могила 100 расстрелянных в лесу рядом с дорогой Згеж — Озоркув, в которой похоронен Владислав Дзержинский

- Myoclonia Unverricht’a. Журнал невропатологии и психиатрии имени Корсакова 10, ss. 971—1012 (1910)
- К изучению о Кожевниковской эпилепсии. Типо-литография Т-ва, И. Н. Кунерёв и К•. Москва, 1910
- Клинические наблюдения в области невропатологии. Типография Московского Императорского Ун-та. Москва, 1912
- Przypadek syringomyelii z zanikami mięśniowymi różnego pochodzenia. Medycyna i Kronika Lekarska 47 (16), ss. 311—313 (1913)
- Pseudoparalysis progressiva luetica sive paralysis stationaris luetica. Med. Obozr. 79, ss. 52-61 (1913)
- Преждевременное сращение черепных швов. Юбилейный сборник проф. Н. Ф. Мельникова-Разведёнкова, Харьков, 1914
- Dzierżyński W, Arakina LW. Hemiatrophia faciei progressiva. Psikhiat. Gaz. 2, s. 69 (1915)
- Podręcznik chorób nerwowych. Neurologja ogólna cz. I. Lwów-Warszawa, 1925
- Rozszczepienie przykurczów skojarzonych względnie odruchów obronnych. Lekarz Wojskowy 8 (5/6), ss. 429—443 (1926)
- Układowe cierpienie uogólnione kośćca (Hyperplasia periostalis). Polska Gazeta Lekarska 5 (41), ss. 770—772 (1926)
- Podręcznik chorób nerwowych. Część II. Neurologja szczegółowa. Lwów-Warszawa, 1927
- Przyczynek do odruchów obronnych. Lekarz Wojskowy (1927)
- Kurcze torsyjne i niedowład połowiczy pozapiramidowy. Lekarz Wojskowy 13 (10), ss. 489—511 (1929)
- Układ roślinny i jego zespoły kliniczne. Lekarz Wojskowy 18 (7, 8), ss. 253—263, 308—321 (1931)
- Przedwczesne zrośnięcie szwów czaszki (Synostosis duturarum praematura). Lekarz Wojskowy 19 (8), ss. 409—420 (1932)
- Dzierżyński W, Jeżewski W, Kacenelson A. Infekcyjne porażenie nerwów okoruchowych. Warszawskie Czasopismo Lekarskie 10 (9), ss. 197—201 (1933)
- Przypadek wzrostu olbrzymiego (Przyczynek do patogenezy gigantyzmu). Rocznik Psychiatryczny 21, ss. 108—124 (1933)
- Z kazuistyki rzadszych schorzeń kośćca. Lekarz Wojskowy 21 (4), ss. 307—313 (1933)
- Zespoły kliniczne wielogruczołowe na tle schorzeń przysadkowo-lejkowych. Neurologia Polska 20 (1), ss. 3-120 (1937)
- Nanosomia pituitaria hypoplastica hereditaria. Zeitschrift für die gesamte Neurologie und Psychiatrie 162 (1), ss. 411—421 (1938) doi:10.1007/BF02890971
- Choroby nerwowe w zarysie. Z 31 rycinami i 2 tablicami w tekście. Warszawa, 1938